# Sadu
Sadu là một xã thuộc hạt Sibiu, România. Dân số thời điểm năm 2002 là 2482 người.